# Fontainhas
Fontainhas és una vila al nord de l'illa de Santo Antão a l'arxipèlag de Cap Verd. Està situada a 2 km al sud-est de Ponta do Sol i a 19 kilòmetres al nord de Porto Novo. L'assentament inclou els petits llogarets de Corvo i Forminguinhas, a 1 km a l'oest de Fontainhas.

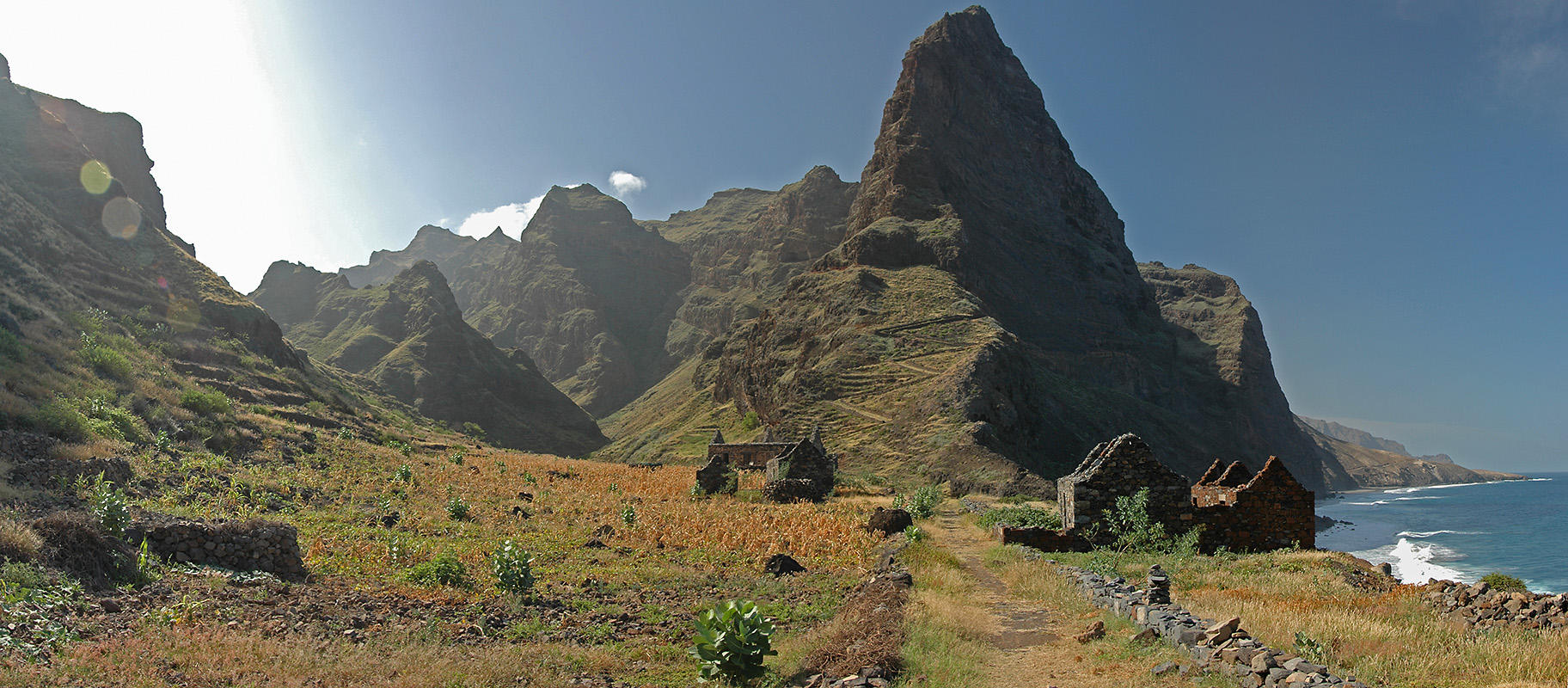
Forminguinhas

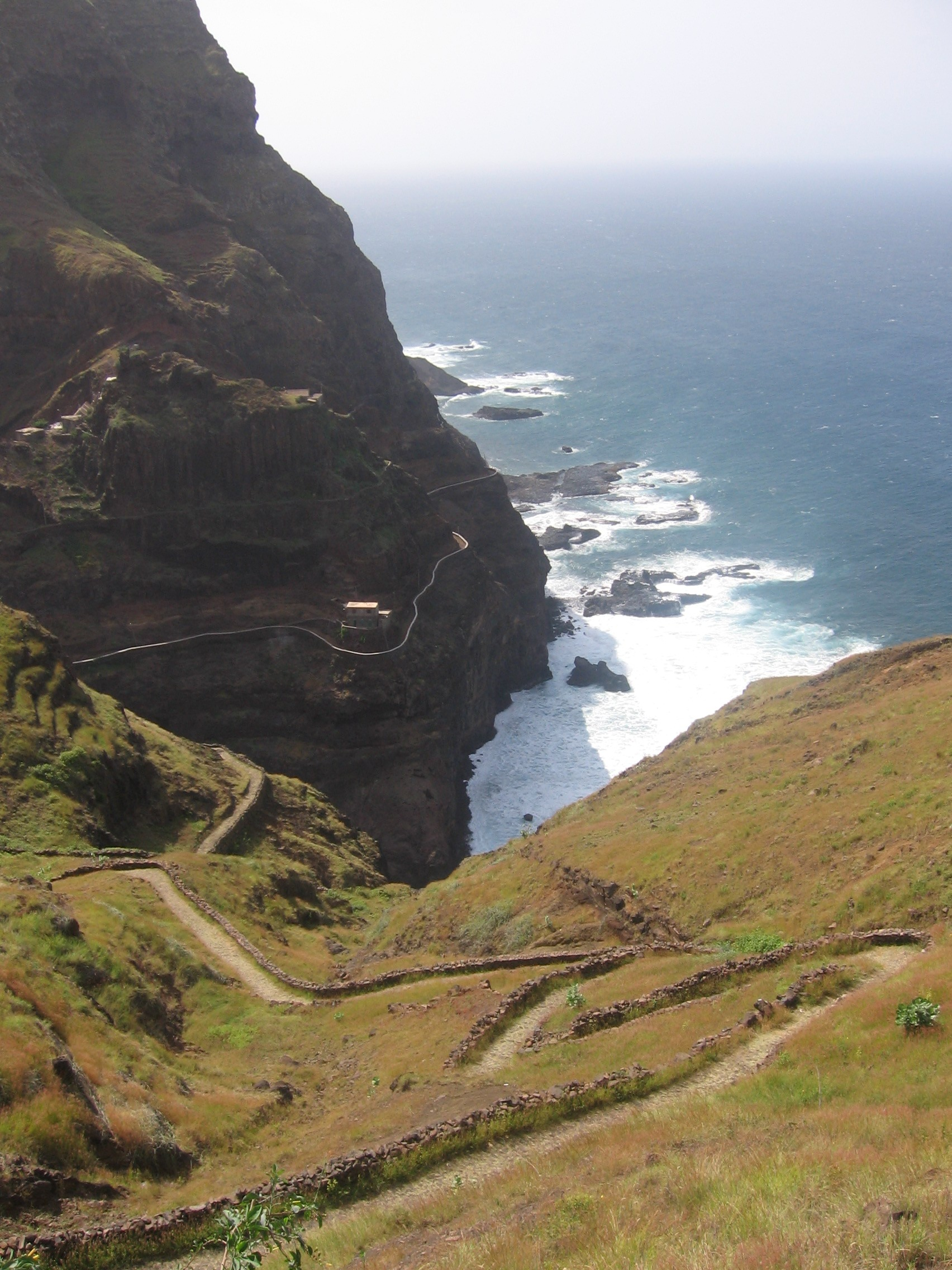
Corvo